# NGC 4494
NGC 4494 هي مجرة إهليلجية تقع في كوكبة الهلبة. وتبعد حوالي 45 مليون سنة ضوئية من الأرض، نظرا لأبعادها الظاهرة اكتشفها ويليام هيرشل في 1785.

## الخصائص

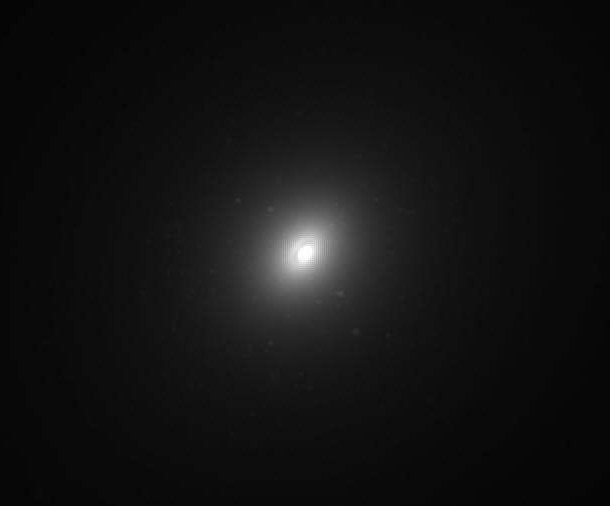
صورة NGC 4494

المجرة تستضيف ثقب أسود فائق مع كتلة مقدرة 26.9 ± 20.4 مليون كتلة شمسية على أساس تشتت السرعة. تم الكشف عن حلقة الغبار النووي في NGC 4494  استنادا إلى الملاحظات التي رصدها تلسكوب هابل الفضائي. لديها نصف المحور الرئيسي 0.6 ثانية القوس، والتي تعادل 60 فرسخ فلكي. حلقتها متماثلة، مما يعني أن الغبار قد استقر في هذه المجرة، بعد اندماج المجرة مع مجرة غنية نسبيا أدى إلى إنشائها. جوهر NGC 4494 فصل حركيا كما هو الحال مع العديد من المجرات الإهليجية.

### المادة المظلمة
في ملاحظات مقراب إكس إم إم نيوتن الفضائي، كانت المجرة خافتة جدا في الأشعة السينية، مع لمعان بصري مماثل. وتعد هذه الحقيقة إلى نقص المادة المظلمة والغاز الساخن للمجرة.
كمية المادة المظلمة الموجودة في هالة NGC 4494 كانت قابلة للنقاش. وتتميز المجرة بأنها «معزولة» من قبل رومانوسكي وآخرون ونابوليتانو وآخرون. وجد بأن هالة المادة المظلمة لديها كثافة مركزية منخفضة بشكل غير متوقع من قبل تحليل ديسون وآخرون. وكشف عن انخفاض منخفض بشكل غير عادي في جزء من المادة المظلمة 0.32 ± 0.12 في 5Re. حاول رودونوف وأثاناسولا فرض قيود صارمة على كتلة الهالة، ولكن نجاح جزئي فقط. من ناحية أخرى كشف مورغانتي وآخرون عن وجود جزء من المادة المظلمة تكون حوالي 0.6 ± 0.1 في 5Re، مع ارتفاع للمادة المظلمة داخل ~ 3Re.

## المجرات القريبة
NGC 4494 ينتمي إلى مجموعة NGC 4565 و هي مجرة حلزونية. يزجد أعضاء آخرين في المجموعة هي NGC4525، NGC 4562، NGC 4570، NGC 4725 و NGC 4747.

## وصلات خارجية
- NGC 4494 على موقع ويكي سكاي: DSS2, SDSS, GALEX, IRAS, Hydrogen α, X-Ray, Astrophoto, Sky Map, Articles and images